# Adrian Popescu
Adrian Mihai Popescu (* 26. Juli 1960 in Craiova, Kreis Dolj) ist ein ehemaliger rumänischer Fußballspieler und derzeitiger -trainer. Er absolvierte insgesamt 301 Spiele in der höchsten rumänischen Spielklasse, der Divizia A, und nahm an der Fußball-Weltmeisterschaft 1990 teil.

## Karriere als Spieler

### Verein
Adrian Popescu begann seine Karriere bei Universitatea Craiova. Am 14. März 1981 absolvierte er seinen ersten Einsatz in der höchsten rumänischen Fußballliga, der Divizia A. In der Saison 1983/84 wurde Popescu zum Stammspieler. Er hielt Uni Craiova bis 1992 die Treue und gewann in dieser Zeit zweimal die rumänische Meisterschaft und zweimal den rumänischen Pokal. 1992 erhielt seine Karriere einen Knick, als er sich zum Wechsel ins Ausland entschloss und sich dem schweizerischen Verein FC Locarno anschloss, der in der zweithöchsten Spielklasse, der Nationalliga B spielte. Trotz Ambitionen blieb dem Verein der Aufstieg in die Nationalliga A verwehrt. Daraufhin kehrte Popescu im Jahr 1995 nach Rumänien und zu Uni Craiova zurück, konnte aber nicht mehr an frühere Leistungen anknüpfen, so dass er in der Winterpause 1995/96 zunächst zum Lokalrivalen Electroputere Craiova in die Divizia B, später zu Beginn der Saison 1996/97 zum unterklassigen Constructorul Craiova wechselte. 1998 unterschrieb bei Politehnica Iași in der Divizia B, ehe er nach der Hinrunde der Saison 1998/99 mit 38 Jahren seine Karriere beendete.

### Nationalmannschaft
Adrian Popescu bestritt insgesamt sieben Länderspiele für die rumänische Fußballnationalmannschaft. Sein Debüt feierte er am 21. Mai 1990 gegen Ägypten im Rahmen der Vorbereitung auf die Fußball-Weltmeisterschaft 1990 in Italien, für die er von Nationaltrainer Emerich Jenei nominiert worden war. Er kam aber nicht zum Einsatz. Interessant ist, dass er drei seiner sieben Länderspiele gegen Ägypten bestritt.

## Karriere als Trainer
Adrian Popescu war Trainer der ersten Kategorie und Vizepräsident der Fußballschule Școala de fotbal Gică Popescu Craiova, die von seinem ehemaligen Mitspieler Gheorghe Popescu in Craiova gegründet worden war. Dort betreute er die Mannschaft, die bis zu ihrer Suspendierung im März 2010 in der Liga IV spielte. Am 11. Mai 2012 holte ihn Sorin Cârțu als Nachfolger für den mit einem Herzinfarkt ausgefallenen Mircea Irimescu als Cheftrainer des Zweitligisten Alro Slatina. Da in der Saison 2011/12 der Aufstieg in die Liga 1 verpasst wurde und Alro danach mit dem Lokalrivalen FC Olt Slatina fusionierte, mussten Popescu und Cârțu den Verein im Juli 2012 verlassen.
Am 22. April 2013 wurde er gemeinsam mit Mircea Irimescu als Co-Trainer von Sorin Cârțu beim abstiegsbedrohten Erstligisten CSMS Iași verpflichtet. Das Trainergespann konnte den Klassenerhalt nicht sichern und wurde Anfang Juni 2013 wieder entlassen.

## Erfolge
- WM-Teilnehmer: 1990
- Rumänischer Meister: 1981, 1991
- Rumänischer Pokalsieger: 1983, 1991

## Sonstiges
Popescu hat ein Studium der Wirtschaftswissenschaften an der Universität Craiova abgeschlossen und ist auch Absolvent des Institutul de Educație Fizică și Sport aus Craiova. Er ist verheiratet und hat zwei Kinder.